# Melissa Behr
Melissa Ivy Behr (* 6. Februar 1964) ist eine US-amerikanische Schauspielerin, Künstlerin und Fotografin. Sie verkörperte die Rolle der Nurse Ginger in den Filmen Cosmo und Tod im Spielzeugland.

## Leben
Behr hatte ihre erste Fernsehrolle in einer Episode der Fernsehserie Max Headroom 1988. Nach Nebenrollen in Die blonde Versuchung und Cosmo spielte sie 1993 in Tod im Spielzeugland eine größere Rolle. In den nächsten Jahren folgten weitere Besetzungen in einzelnen Episoden US-amerikanischer Fernsehserien und Filmen. Für den Kurzfilm My Beautiful Me von 1998 war sie für Regie, Produktion und das Drehbuch zuständig. Der Film wurde am 29. Oktober 1998 auf dem AFI Fest uraufgeführt. Zwischen 2000 und 2012 nahm sie eine Pause vom Schauspiel. Behr ist außerdem als darstellende Künstlerin tätig.

## Filmografie

### Schauspiel
- 1988: Max Headroom (Fernsehserie, Episode 2x07)
- 1991: Die blonde Versuchung (The Marrying Man)
- 1992: Cosmo (Bad Channels)
- 1992: Der Ring der Musketiere (Ring of the Musketeers) (Fernsehfilm)
- 1992: Ein Strauß Töchter (Sisters) (Fernsehserie, Episode 3x11)
- 1993: Die Abenteuer des Brisco County jr. (The Adventures of Brisco County, Jr.) (Fernsehserie, Pilotfolge)
- 1993: Cobra (Fernsehserie, Episode 1x03)
- 1993: Tod im Spielzeugland (Dollman vs. Demonic Toys)
- 1993: Eine schrecklich nette Familie (Married… with Children) (Fernsehserie, Episode 8x08)
- 1993: Blue Flame
- 1996: Nash Bridges (Fernsehserie, Episode 2x07)
- 1996: Foxy Fantasies (Fernsehserie, Episode 5x04)
- 1998: Fatal Contract – Tür an Tür mit dem Tod (The Landlady)
- 1998: My Beautiful Me (Kurzfilm)
- 1999: Me and Will
- 2000: Der Tod lauert nebenan (The Perfect Tenant)
- 2012: Amor auf vier Pfoten (Gabe the Cupid Dog)

### Drehbuch, Produktion & Regie
- 1998: My Beautiful Me (Kurzfilm)